# Linha Culoz-Modane

Linha Culoz-Modane ou da Maurienne

A Linha Culoz-Modane, também conhecida por Linha da Maurienne pois que atravessa essa região, é uma linha de caminho de ferro na  França que liga Culoz a Modane, na via  Lyon-Geneba-Modane, e que pelo Túnel ferroviário do  Fréjus continua para Turim pela Linha do Fréjus do lado da  Itália.

## História
Segundo um desejo de Vítor Emanuel da Sabóia, a linha foi construída depois do acordo com a Itália para a abertura do Túnel do Fréjus, e a linha que é inaugurada a 20 de Outubro de 1856, com uma só via, entre Aix-les-Bains e Saint-Jean-de-Maurienne, é gerida pela Companhia dos caminhos de ferro Victor-Emmanuel.
A Vítor Emanuel é utiliza por ele para movimentar as suas tropas, que com a ajuda dos Piemonteses bate os Austríacos na 4 de Abril de 1859 na Batalha de Magenta, e como recompensa oferece o Ducado de Saboia e o Condado de Nice à França, a 22 de Abril de 1860. A primeira companhia cede pela mesma ocasião ao estado francês as secções da via já construídas no "novo" território francês, que as faz gerir pela Companhia dos caminhos de ferro de Paris a Lyon e ao Mediterrâneo, a PLM.

## Datas
- 20 Out. 1856 : de Aix-les-Bains a Saint-Jean-de-Maurienne
- 31 Ago. 1857 : de Saint-Innocent a Aix les Bains
- 27 Jun. 1858 : do Rhône a Saint-Innocent
- 2 Set. 1858 : de Culoz ao Rhône, com ligação à linha de Geneba
- 17 Mar. 1862 : de Saint-Jean de Maurienne a Saint-Michel-de-Maurienne
- 20 Out. 1871 : de Saint-Michel de Maurienne a Modane e Bussoleno na Itália